# SSコスモス

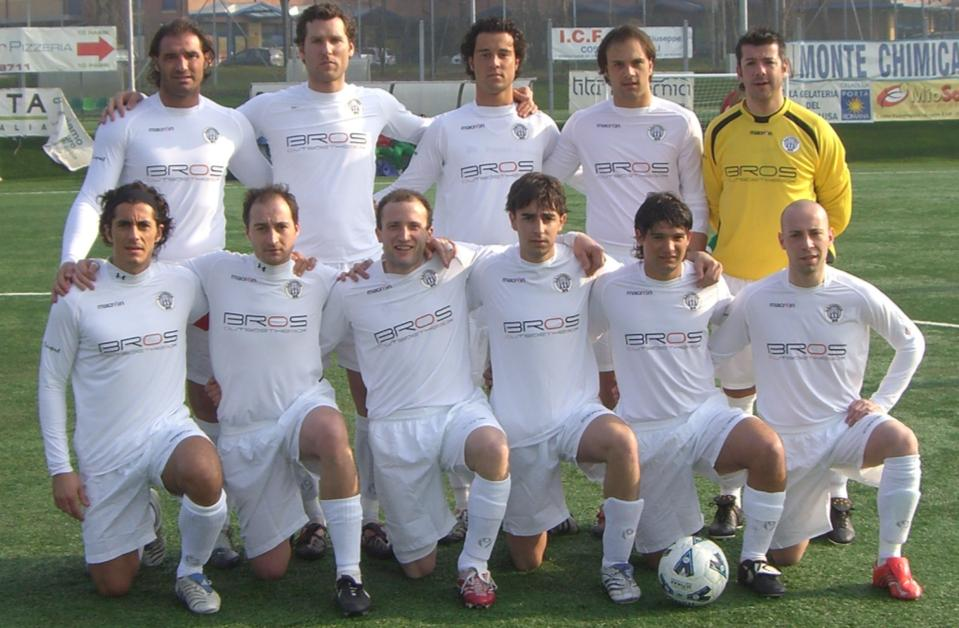
2007-08シーズンのチームのスナップショット

SSコスモス（イタリア語: Società Sportiva Cosmos）は、サンマリノのセラヴァッレをホームタウンとするサッカークラブ。1979年創立と新しいクラブながら、数々の国内タイトルを獲得している強豪のクラブでもある。ちなみに、チーム名はアメリカ合衆国のニューヨーク・コスモスにあやかって付けられた。
UEFAヨーロッパリーグへは2001-02シーズンに出場。予備予選でSKラピード・ウィーン（オーストリア）に2戦合計0-3 (0-1, 0-2) に惜敗し、姿を消した。

## タイトル
- カンピオナート・サンマリネーゼ：1回
  - 2000-01
- コッパ・ティターノ：4回
  - 1980, 1981, 1995, 1999
- トロフェオ・フェデラーレ：3回
  - 1995, 1998, 1999

## 歴代選手
- ロレンツォ・アモルーゾ 2008